# کمیل ارلینگس
کمیل ارلینگس، (به هلندی: Camiel Eurlings) (زاده ۱۶ سپتامبر ۱۹۵۹) کارآفرین، بازرگان، سیاست‌مدار و مدیر ارشد اجرایی هلندی است، که در حال حاضر به‌عنوان مدیر عامل اجرایی و رییس هیئت مدیره شرکت کی‌ال‌ام فعالیت می‌کند.